# Mangapwani
Mangapwani è una cittadina dell'isola di Unguja, la principale isola dell'arcipelago di Zanzibar, in Tanzania. Si trova sulla costa nordoccidentale dell'isola, 25 km a nord della capitale di Zanzibar, Stone Town.
Il nome "Mangapwani", in swahili, significa "spiaggia degli arabi". Mangapwani fu uno dei centri del commercio degli schiavi nel XIX secolo; nella zona si trovano numerose caverne, alcune delle quali venivano adibite a celle dai negrieri.